# Торчекан
Торчекан (арм. Թռչկան) — водопад в Армении на реке Чичкан высотой 22,5 метра.
Торчекан расположен близ границы Ширакской и Лорийской областей. Угол падения воды — более 90 градусов.
Имеются планы по созданию малой ГЭС мощностью 1050 киловатт в районе водопада. Трчкан имеет статус природного памятника Армении в государственном списке.
У водопада расположена одноимённая зимовка.

## Галерея

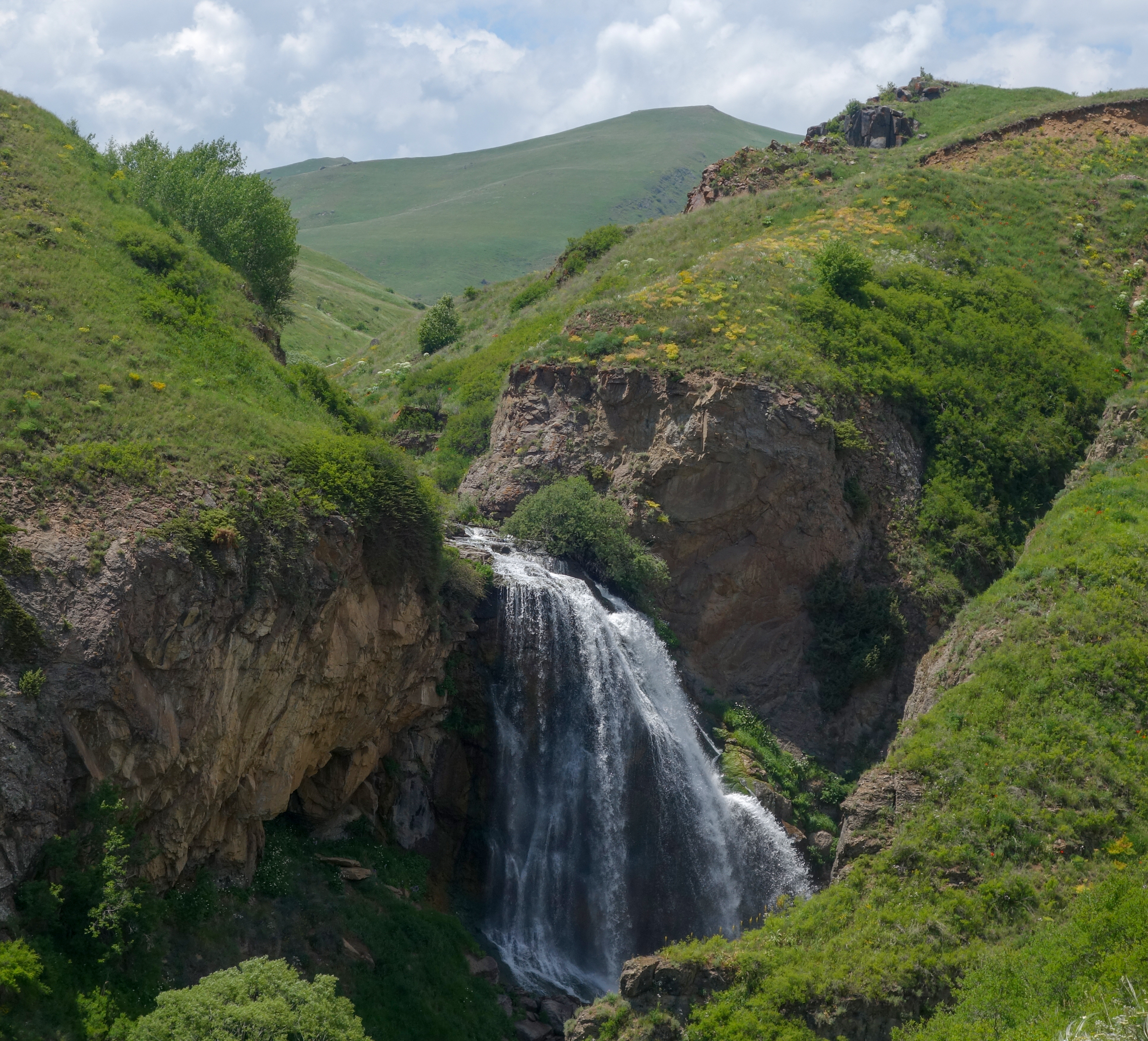
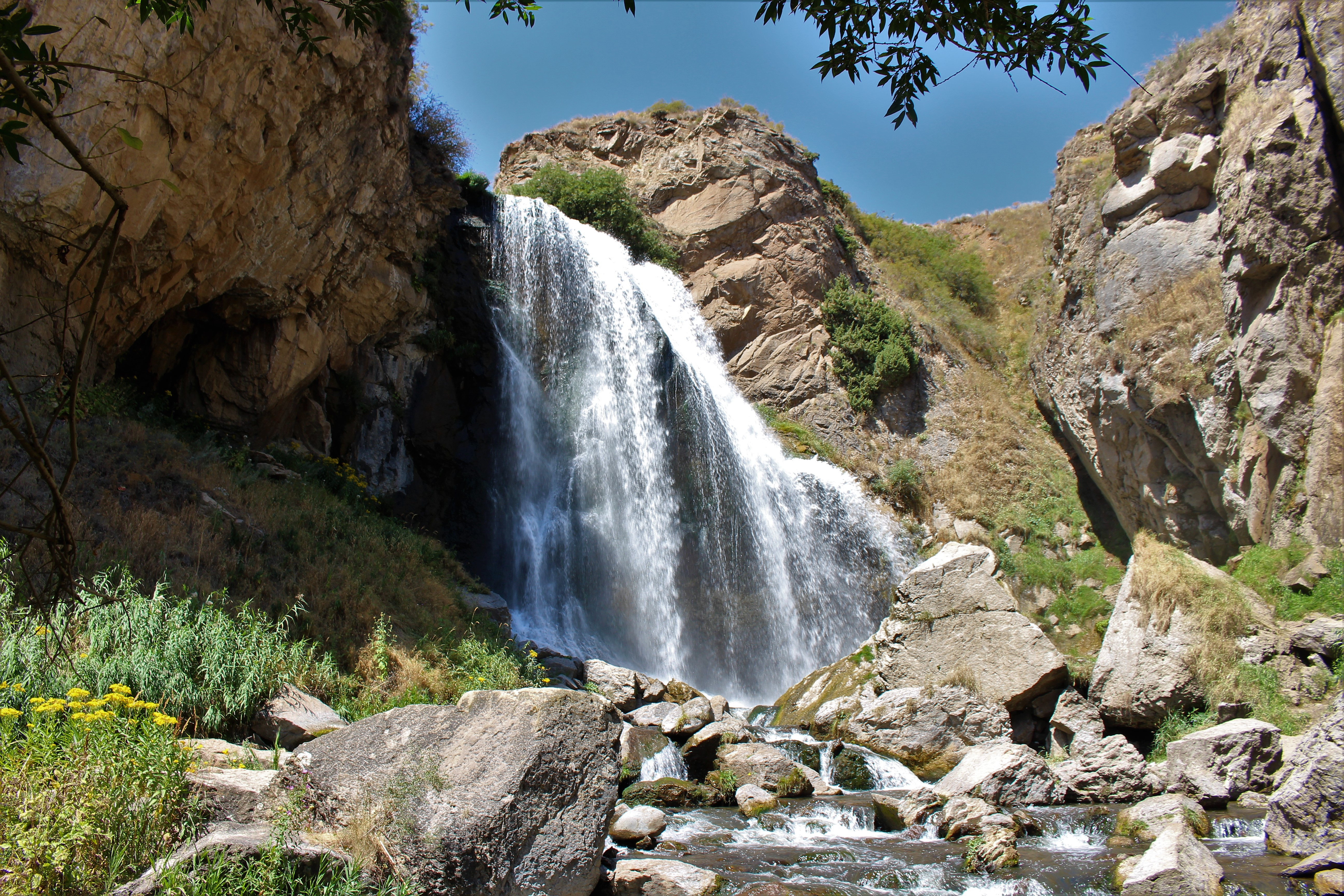